# 大原重右衛門
大原 重右衛門（重右衞門、おおはら じゅうえもん、1861年6月12日（文久元年5月5日）- 1927年（昭和2年）5月9日）は、明治から大正期の農業経営者、実業家、政治家。衆議院議員、滋賀県会議長。

## 経歴
近江国甲賀郡、のちの滋賀県甲賀郡土山村（土山町を経て現甲賀市土山町）で、農業、先代・大原重右衛門の二男として生まれる。漢学、数学、仏学を修めた。1881年（明治14年）4月、家督を相続した。
戸長、収税属、郡書記を務めた。滋賀県会議員に選出され、同常置委員、同議長、徴兵参事員、所得税調査委員などに在任。
1894年（明治27年）9月、第4回衆議院議員総選挙（滋賀県第2区、無所属）で当選し、その後、進歩党に所属して衆議院議員に1期在任した。
実業界では、茶業組合中央会議員、日本製茶輸出取締役、甲賀銀行頭取などを務めた。